# Daria Yushko
Daria Yushko –en ucraniano, Дарья Юшко– (5 de febrero de 1985) es una deportista ucraniana que compitió en natación sincronizada. Ganó once medallas en el Campeonato Europeo de Natación entre los años 2008 y 2016.

## Palmarés internacional
| Campeonato Europeo | Campeonato Europeo       | Campeonato Europeo | Campeonato Europeo |
| Año                | Lugar                    | Medalla            | Prueba             |
| ------------------ | ------------------------ | ------------------ | ------------------ |
| 2008               | Eindhoven (Países Bajos) | Medalla de bronce  | Dúo                |
| 2008               | Eindhoven (Países Bajos) | Medalla de bronce  | Equipo             |
| 2008               | Eindhoven (Países Bajos) | Medalla de bronce  | Combinación libre  |
| 2010               | Budapest (Hungría)       | Medalla de bronce  | Dúo                |
| 2010               | Budapest (Hungría)       | Medalla de bronce  | Combinación libre  |
| 2012               | Eindhoven (Países Bajos) | Medalla de plata   | Equipo             |
| 2012               | Eindhoven (Países Bajos) | Medalla de plata   | Combinación libre  |
| 2012               | Eindhoven (Países Bajos) | Medalla de bronce  | Dúo                |
| 2016               | Londres (Reino Unido)    | Medalla de oro     | Equipo libre       |
| 2016               | Londres (Reino Unido)    | Medalla de plata   | Equipo técnico     |
| 2016               | Londres (Reino Unido)    | Medalla de plata   | Combinación libre  |